# Veliki komet iz leta 191
Véliki komet iz leta 191 je komet, ki so ga opazili ob koncu septembra ali začetku oktobra leta 191 v bližini Sonca.
Opazovalci na Kitajskem so poročali, da je imel komet rep daljši od 70° in je bil bele barve. Najboljše se je videl v jutranjih urah. Po sodobnih izračunih je komet pripadal Kreutzovi družini kometov.